# Knewstubb Lake
Knewstubb Lake är en sjö i Kanada.   Den ligger i provinsen British Columbia, i den centrala delen av landet, 3 600 km väster om huvudstaden Ottawa. Knewstubb Lake ligger 850 meter över havet.
I omgivningarna runt Knewstubb Lake växer i huvudsak barrskog. Trakten runt Knewstubb Lake är nära nog obefolkad, med mindre än två invånare per kvadratkilometer.